# Rubínivka
Rubínivka (en (ucraïnès): Рубинівка, en rus: Рубиновка, Rubínovka) és un poble de la República Autònoma de Crimea, a Ucraïna, que el 2014 tenia 360 habitants. Pertany al districte rural de Djankoi. Fins al 1948 la vila es deia Bekkazí.